# 藤原祐家
藤原 祐家（ふじわら の さちいえ）は、日本の平安時代の公卿。藤原北家御子左流、権大納言・藤原長家の三男。

## 経歴
後冷泉朝初頭の永承元年（1046年）元服して従五位下に叙爵。永承4年（1049年）正五位下・侍従、永承5年（1050年）従四位下に叙任されるなど順調に昇進し、永承7年（1052年）正四位下次いで従三位に昇叙され17歳で公卿に列した。
公卿昇進後も侍従を兼ねるが、のち左京大夫・左近衛中将を兼帯し、天喜3年（1055年）正三位、天喜5年（1057年）従二位と昇進を続ける。康平7年（1064年）参議に任ぜられ、後冷泉朝末の治暦3年（1067年）権中納言に昇任された。
治暦4年（1068年）後三条天皇の大納言・藤原信長の大宮第への遷幸の際に、信長から譲られて正二位に叙せられ、延久2年（1070年）以降は皇后宮大夫として信長の同母妹である皇后・藤原歓子に仕えるなど、祐家は藤原教通・信長親子ラインに親しかった。
承保2年（1075年）関白・藤原教通が没したのち、藤原師実との関白職争いに敗れた内大臣・藤原信長は出仕を止めていた。この状態の中、承暦4年（1080年）白河天皇と関白・藤原師実によって、藤原信長が太政大臣に祭り上げられるなど一連の人事異動が行われる。ここで、首席の権中納言であった祐家は正官の中納言に留まる中、次席の権中納言であった師実嫡子の藤原師通は大納言に昇進する。祐家はこの人事を不服に思い出仕を取り止めてしまうが、翌永保元年（1081年）不出仕により職封を停められた。その後、後任中納言の源経信・源師忠・源雅実が次々と権大納言に昇進する一方で、祐家は中納言に留めおかれた。
寛治2年（1088年）7月28日薨去。享年53。最終官位は中納言正二位。

## 官歴
『公卿補任』による。
- 永承元年（1046年） 12月9日：従五位下（元服日。祐子内親王臨時給）
- 永承3年（1048年） 正月28日：従五位上（祐子内親王給）
- 永承4年（1049年） 正月5日：正五位下（中宮御給）。2月3日：侍従。12月28日：春宮昇殿（春宮・尊仁親王）
- 永承5年（1050年） 9月17日：従四位下（皇后宮当年御給）
- 永承6年（1051年） 正月6日：従四位上（中宮御給）
- 永承7年（1052年） 正月5日：正四位下（上東門院御給）。2月26日：兼播磨権介。11月3日：従三位（父卿譲、松尾平野行幸行事賞）
- 天喜2年（1054年） 7月28日：左京大夫
- 天喜3年（1055年） 正月7日：正三位（父卿譲、天皇自三条第遷四条宮賞）
- 天喜5年（1057年） 正月7日：従二位（父卿譲、長暦元年石清水賀茂行幸行事賞）
- 天喜6年（1058年） 4月24日：兼左近衛中将
- 康平2年（1059年） 2月15日：兼備後権守
- 康平7年（1064年） 3月4日：兼備前権守。10月26日：参議。11月9日：服解
- 治暦3年（1067年） 2月6日：権中納言
- 治暦4年（1068年） 9月4日：正二位（天皇遷幸大納言信長卿大宮第賞、彼卿譲之）
- 延久2年（1070年） 正月29日：兼皇后宮大夫（皇后・藤原歓子）
- 延久6年（1074年） 6月20日：兼皇太后宮大夫（皇太后・藤原歓子）
- 承暦2年（1078年） 12月29日：遭母喪
- 承暦4年（1080年） 8月14日：中納言、皇太后宮大夫如元
- 永保元年（1081年） 10月26日：依不出仕被停職封
- 寛治2年（1088年） 7月28日：薨去（中納言正二位）

## 系譜
『尊卑分脈』による。
- 父：藤原長家
- 母：源懿子（源高雅の娘）
- 妻：藤原憲輔の娘
  - 男子：経覚